# Економски факултет Универзитета у Нишу
Економски факултет је високошколска установа у саставу Универзитета у Нишу. Обавља студије првог, другог и трећег степена, као и студије за иновацију знања и стручног образовања из области економије.

## Историја
Године 1960. формирани су први нишки факултети под окриљем Универзитета у Београду : Правно-економски, Медицински и Технички факултет. До 1973. године Економски факултет је био је у саставу Правно-економског факултета у Нишу, а потом се издваја у самосталну високошколску институцију.
Економски факултет у Нишу је високошколска установа у саставу Универзитета у Нишу, која у обављању своје делатности обједињује образовни и научноистраживачки рад као компоненте јединственог процеса високог образовања. Факултет је основан 1973. године Законом о изменама и допунама Закона о универзитетима (Сл. гласник НРС бр. 23/1960). Оснивач Економског факултета у Нишу је Република Србија. 

## Образовна делатност
Наставни план Економског факултета у Нишу конципиран је на савременим основама, по угледу на наставне планове факултета економије и менаџмента тржишно развијених земаља. План је максимално усклађен са захтевима постављеним Болоњском декларацијом. Почев од 2007/2008. академске студије су организоване по систему 4+1+3 (основне студије у трајању од 4 године, мастер 1 година и докторске студије 3 године). Од школске 2009/2010. године почело је да ради одељење Факултета у Медвеђи.
Економски факултет у Нишу је акредитована високошколска институција. Факултет издаје часопис Економске теме.

## Основне студије
Наставни процес на академским студијама остварује се кроз предавања, вежбе, семинарску наставу, консултације, стручне праксе, менторски рад, факултативну наставу, итд. У оквиру основних академских студија, које трају 4 године (8 семестара), постоје 4 студијска програма.
Студијски програми на основним академским студијама су:
1. Општа економија
2. Рачуноводство, ревизија и финансијско управљање
3. Финансије, банкарство и осигурање
4. Пословно управљање

На студијском програму Пословно управљање настава се одвија у оквиру четири смера (модула) са идентичним наставним предметима на првој години студија. Са уписом на студијски програм Пословно управљање студент се одмах опредељује за један од следећих смерова (модула):
1. Менаџмент предузећа
2. Маркетинг
3. Међународни менаџмент
4. Менаџмент у туризму

## Мастер студије
Студијски програм Економија, са модулима:
- Општа економија
- Рачуноводство, ревизија и финансијско управљање
- Финансије, банкарство и осигурање
- Менаџмент предузећа
- Маркетинг
- Међународни менаџмент
- Менаџмент у туризму

## Докторске студије
Студијски програм Економија са модулима:
- Макроекономија
- Рачуноводство
- Финансије и банкарство
- Пословно управљање